# Oriana Fallaci

Oriana Fallaci z ajatollahem Chomeinim

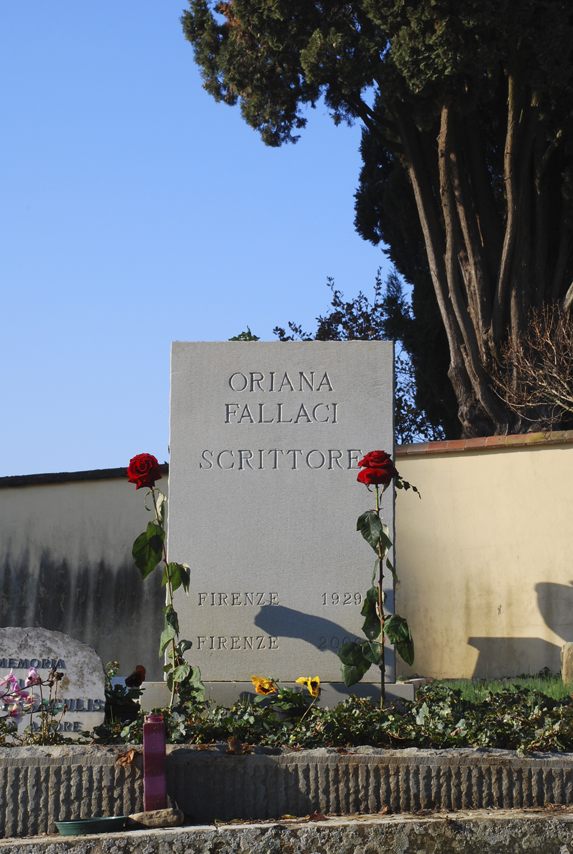
Nagrobek Oriany Fallaci

Oriana Fallaci (ur. 29 czerwca 1929 we Florencji, zm. 15 września 2006 tamże) – włoska dziennikarka i pisarka, autorka szeroko rozpowszechnionych wywiadów, jedna z najbardziej znanych dziennikarek XX wieku. W ostatnich latach życia zainteresowanie jej osobą ponownie wzrosło za sprawą przedstawianej przez nią radykalnej krytyki islamu, przede wszystkim współczesnego.
Dziennikarski debiut miała już w wieku 17 lat. Jej pierwszy artykuł ukazał się w 1946 roku na łamach gazety Il Mattino dell`Italia Centrale. Zatrudniła się w redakcji, żeby zarobić na opłacenie studiów. Początkowo zajmowała się tematami kryminalnymi, z czasem również działem sądowniczym.
Od 1951 roku współpracowała z prestiżowym magazynem Europeo. W 1954 roku została korespondentką tej gazety z Rzymu. Dziennikarką Europeo była do 1977 roku.
Od 1967 pracowała jako korespondentka wojenna w Wietnamie, następnie w czasie wojny pakistańsko-indyjskiej, na Bliskim Wschodzie i w Południowej Afryce, pisząc dla wielu znanych gazet.

## Działalność
Przeprowadziła wywiady z postaciami takimi jak Henry Kissinger, szach Iranu, ajatollah Chomeini, Willy Brandt, Deng Xiaoping, Ariel Szaron, Lech Wałęsa, pułkownik Muammar al-Kadafi, Federico Fellini, Sammy Davis Jr., Zulfikar Ali Bhutto, Nguyễn Cao Kỳ, Jasir Arafat, Indira Gandhi, Alexandros Panagoulis, arcybiskup Makarios III, Golda Meir, Nguyễn Văn Thiệu, Haile Selassie i Sean Connery.
Fallaci była autorką również książek i esejów dotyczących bieżących wydarzeń. Po zamachu z 11 września 2001 podjęła kwestię stosunków między Zachodem a światem muzułmańskim, wyrażając opinie o zagrożeniach, jakie według niej niesie ze sobą islam, który uznawała za religię z natury swej wyjątkowo agresywną, niebezpieczną i reakcyjną. Odrzucała tezy o istnieniu umiarkowanego islamu, uznając dialog Zachodu ze społecznościami muzułmańskimi za niemożliwy. Występowała przeciw środowiskom imigranckim w Europie, uznając je za nieasymilowalne.
Główne tezy podnoszone przez Fallaci:
- europejska „polityka wielokulturowości” poniosła porażkę, ponieważ imigranci nie asymilują się i nie przyjmują „wartości europejskich” jak oczekiwano, a wprost przeciwnie, gardzą nimi i wyrażają otwarcie wrogość wobec cywilizacji zachodniej,
- politycy tolerują skrajnie rasistowskie i agresywne wypowiedzi liderów niektórych zachodnioeuropejskich wspólnot islamskich, nawołujących otwarcie m.in. do zabijania nie-muzułmanów,
- elity stosują politykę przemilczania oraz ignorowania przypadków wdrażania tych postulatów w życie (morderstwa Pima Fortuyna – którego zamordował lewicowy ekstremista, nie będący jednak muzułmaninem i Theo van Gogha),
- zachodnie elity intelektualne, zwłaszcza lewicowe, są otwarcie antychrześcijańskie i równocześnie otwarcie proislamskie, pomimo skrajnie brutalnych metod (rejestrowane kamerą podrzynanie gardeł, rozstrzelania, obcinanie głów piłą, bomby) stosowanych przez radykalnych islamistów,
- politycy europejscy w imię politycznej poprawności i wielokulturowości tolerują praktyki w sposób ewidentny sprzeczne z „wartościami europejskimi” – np. dyskryminację kobiet (żon muzułmanów) czy infibulację (usunięcie łechtaczki połączone ze zszyciem warg sromowych) dziewczynek, przemilczając je lub nazywając eufemistycznie „odmiennymi wzorcami kulturowymi”,
- tzw. umiarkowany islam de facto nie istnieje, gdyż jest sprzeczny z nakazami Koranu, jego interpretacjami oraz stanowiskiem wielu islamskich liderów religijnych – czego wedle niej dowodzi wrogość prezentowana przez liderów religijnych wobec tzw. „umiarkowanych muzułmanów”,
- zachodnie media fałszują rzeczywistość unikając mówienia o „terroryzmie islamskim” czy wręcz negując jego istnienie pomimo otwartego wsparcia udzielanego terrorystom przez wielu islamskich liderów politycznych i religijnych,

Fallaci utrzymywała też, że bierność i pasywność, jaką wykazywać mają europejskie elity wobec islamskiego ekstremizmu jest podobna do tej, jaką wykazywały wobec zbrodni niemieckich nazistów w 30. i 40. latach XX wieku.
Tego rodzaju sądy zawarła w książkach Wściekłość i duma (napisana w oparciu o mający charakter pamfletu kilkustronicowy artykuł pod tym samym tytułem, opublikowany w najpoczytniejszej włoskiej gazecie Corriere della Sera), Siła rozumu, jak również kończący swego rodzaju trylogię Wywiad z samą sobą. Apokalipsa. Jako autorka jest ostro krytykowana przez różne organizacje antyrasistowskie i islamskie. Polemizowało z nią również wielu uznawanych za wybitnych włoskich dziennikarzy i pisarzy, jak Tiziano Terzani czy laureat literackiej Nagrody Nobla Dario Fo, jak również osoby publiczne w innych krajach. Ryszard Kapuściński, który utożsamiał się z wizją dziennikarstwa prezentowaną przez Terzaniego, w 2006 roku na uroczystości otwarcia Biblioteca Europea w Rzymie, powiedział: „Każde z nich reprezentowało inny stosunek do świata. Ten świat wielokulturowy Orianę Fallaci przerażał. Nie wiedziała, jak się odnaleźć w tym świecie, który znała, wielokulturowym. Ponieważ widziała jedyne wyjście z tego wszystkiego – rozdzielić. Tiziano Terzani był odwrotnego zdania. Uważał, że jedynym wyjściem z tej sytuacji jest zbliżyć się, zrozumieć, próbować się porozumieć.”
Była regularnie oskarżana, głównie przez środowiska lewicowe i muzułmańskie o szerzenie rasizmu, szczególnie o propagowanie wrogości do Arabów, oraz portretowana jako tuba propagandowa skrajnej prawicy. Najradykalniejsi z krytyków porównywali jej książki do Mein Kampf. Inni uznawali ją natomiast za wnikliwą obserwatorkę rzeczywistości, czy wręcz jedną z najwybitniejszych dziennikarek XX wieku.
25 maja 2005 sędzia śledczy we Włoszech zdecydował o ściganiu Oriany Fallaci za obrazę islamu po wniesieniu przeciwko niej pozwu przez przewodniczącego Związku Muzułmanów Włoch Adela Smitha.
27 września 2005 podjął ją na prywatnej audiencji w Castel Gandolfo papież Benedykt XVI. Swój światopogląd określała jako chrześcijański ateizm, równocześnie deklarując uznanie dla ówczesnej głowy Kościoła rzymskokatolickiego, w szczególności podziw dla jego eseju z 2004, Jeżeli Europa nienawidzi samej siebie. Jana Pawła II krytykowała za postawę dialogu względem islamu.
Występowała także przeciwko ruchowi alterglobalistycznemu czy aktywizmowi gejowskiemu, zarzucając im powierzchowność, snobizm oraz czysto polityczne pobudki.
12 kwietnia 2002 opublikowała esej, w którym gwałtownie zaatakowała uczestników protestów antyizraelskich po wybuchu drugiej intifady. Zrównała przy tym radykalną krytykę Izraela z antysemityzmem, co przez większość adresatów tych oskarżeń zostało uznane za demagogię.
Teorie konfliktu prezentowane przez nią były zarówno przez jej zwolenników, jak i krytyków przyrównywane z teorią zderzenia cywilizacji Samuela Huntingtona. Ci drudzy ukuli nawet deprecjonujące określenie „huntingtonizm dla ubogich”.
W ostatnich latach życia mieszkała w Nowym Jorku; ciężko chorowała na raka płuca. Zmarła 15 września 2006 w rodzinnej Florencji, gdzie przeprowadziła się na krótko przed śmiercią (4 września 2006).

## Odbiór Fallaci w Polsce
Artykuł Fallaci, stanowiący zalążek późniejszej książki Wściekłość i duma, został przedrukowany w 2001 w „Gazecie Wyborczej”.
Po wniesieniu pozwu przez Adela Smitha, list solidarności z Orianą Fallaci podpisało wiele znanych postaci polskiego życia publicznego, w tym Henryka Bochniarz, ksiądz Adam Boniecki, Zbigniew Bujak, profesor Janusz Degler, Kamil Durczok, Władysław Frasyniuk, Grzegorz Gauden, profesor Bronisław Geremek, profesor Maria Janion, Bogdan Lis, Katarzyna Kolenda-Zaleska, profesor Stefan Meller, Tadeusz Mazowiecki, Adam Michnik, profesor Jan Miodek, Piotr Najsztub, Monika Olejnik, Janusz Onyszkiewicz, Jerzy Pilch, Justyna Pochanke, profesor Adam Rotfeld, profesor Barbara Skarga, Magdalena Środa. Wśród sygnatariuszy listu znalazł się początkowo również Lech Wałęsa, który jednakże następnie wycofał swój podpis.
W 2006 została uhonorowana, wraz z „Tygodnikiem Powszechnym”, Nagrodą Orłów Jana Karskiego. Nagrodę odebrał w jej imieniu Adam Michnik.
Wypowiedzi i publikacje Fallaci są w Polsce krytykowane głównie przez przedstawicieli lewicy antykapitalistycznej. Przykładem takiej krytyki jest wystosowany do autorów i sygnatariuszy listu solidarności z Fallaci list otwarty, w którym zostają przypomniane jej najczęściej potępiane wypowiedzi.
Zdaniem Francesco Cataluccio, włoskiego tłumacza literatury polskiej, Fallaci miała polskiego prapradziadka, który miał zginąć w jednym z powstań, co uniemożliwiło mu wejście w związek małżeński z jej praprababką.

## Pozycje książkowe
- I sette peccati di Hollywood (ang. The Seven Sins of Hollywood), 1958
- Penelope alla guerra, 1962 (Penelopa na wojnie)
- Interview with History, 1974
- Lettera a un bambino mai nato (List do nienarodzonego dziecka), 1975
- A Man, 1976
- Inszallah, 1990
- La rabbia e l'orgoglio (Wściekłość i duma), 2001
- La Forza della Ragione (Siła rozumu), 2004
- Intervista sé stessa – L'Apocalisse, 2005, wydanie polskie pt. Wywiad z sobą samą. Apokalipsa, wyd. Cyklady, 2005
- Un cappello pieno di ciliegie, 2008 (pośmiertnie), wydanie polskie pt. Kapelusz cały w czereśniach, Wydawnictwo Literackie 2012